# Хирв, Альфред
Альфред Хирв (Гирв; эст. Alfred Hirv; 1880—1918) — русский художник эстонского происхождения. Мастер натюрмортов и портретов.

## Биография
Альфред Александрович Гирв родился 26 марта 1880 года в городе Печоры. В 1890-х годах учился в Санкт-Петербурге в художественно-промышленном училище Штиглица и в мастерской Юлия Клевера. В 1898—1899 учился в Академии художеств в Риме. В 1900 году учился в художественной школе Антона Ажбе в Мюнхене.
С 1898 года участвовал в художественных выставках Санкт-Петербургского общества художников, Товарищества художников и других. Жил и работал в Санкт-Петербурге, был членом Санкт-Петербургского общества художников. Среди петербургских художников он был признанным мастером натюрморта. Его картины напоминают о стиле Золотого века Голландии.
Скончался 26 мая 1918 года в Пскове.
Картины Альфреда Хирва находятся в Эстонском художественном музее Таллина и в Краснодаре.

## Галерея

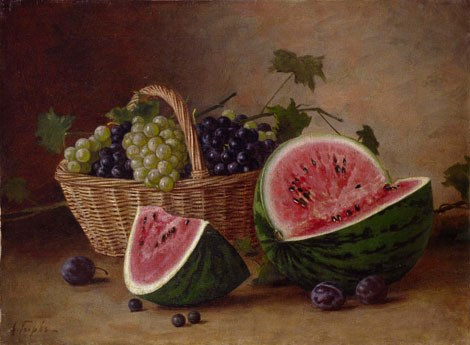
Натюрморт с арбузом (1910-е)
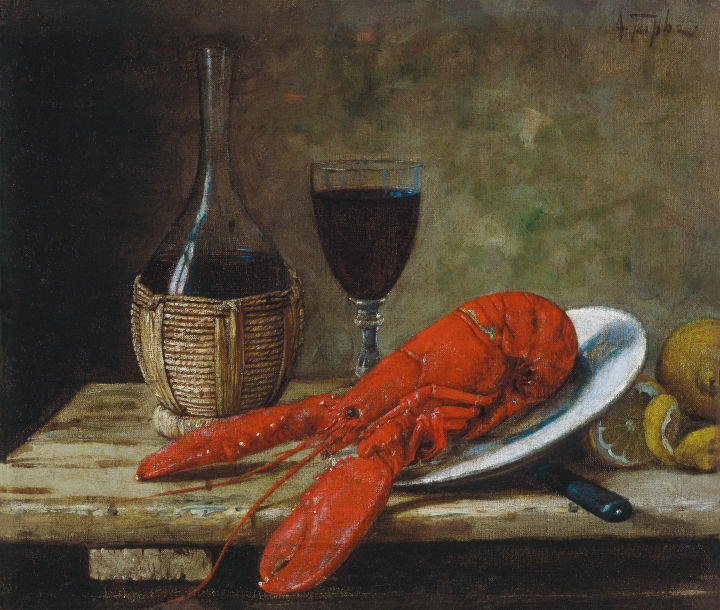
Натюрморт с раком (1910-е)
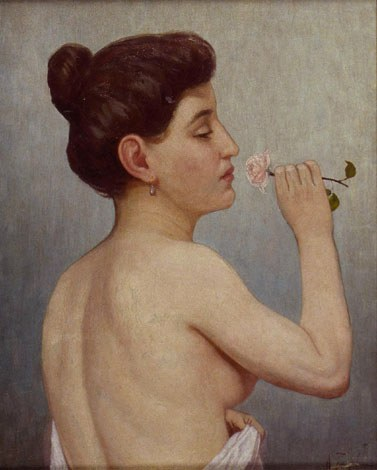
Обнажённая с розой (1900-е)
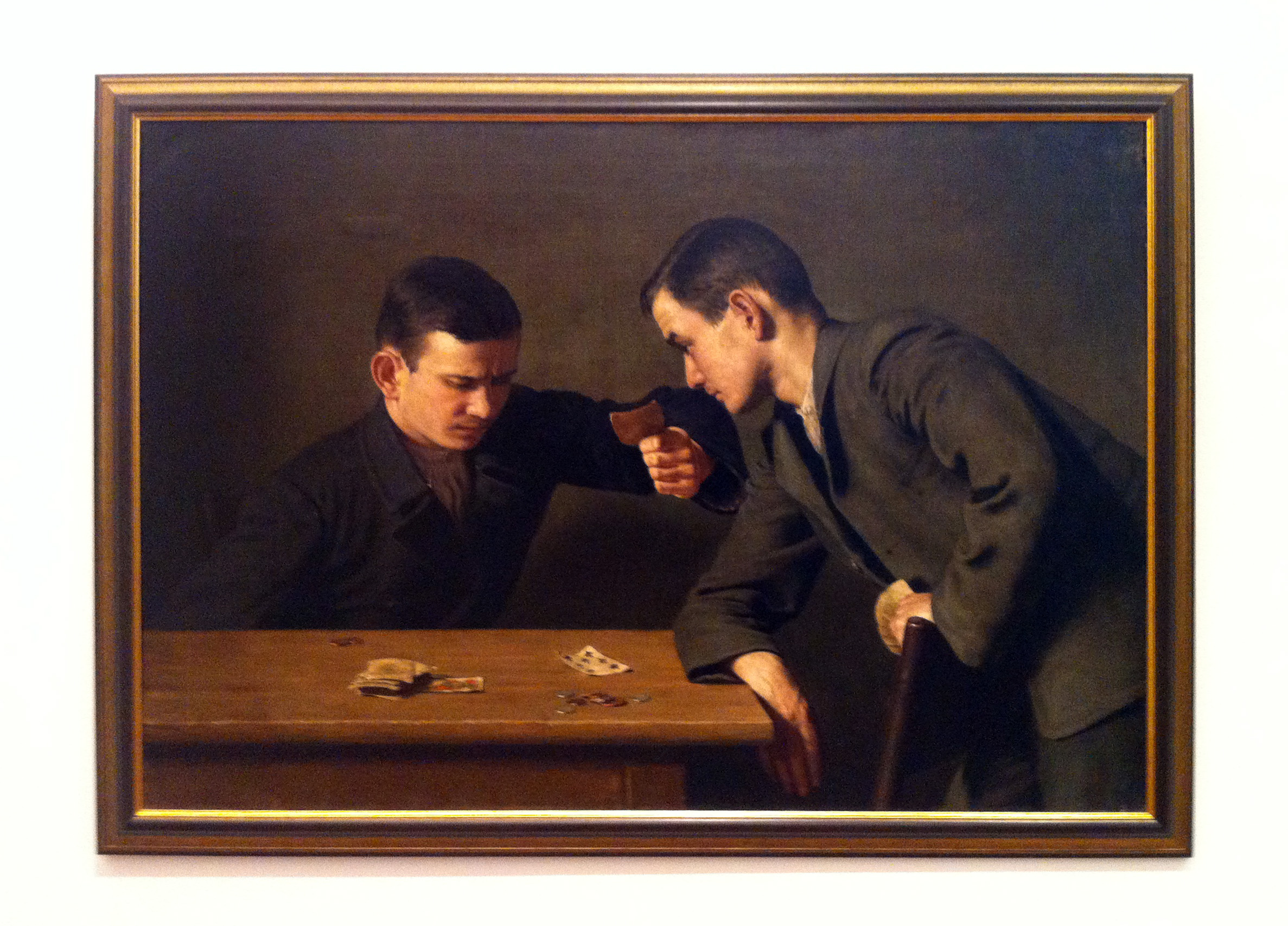
Картёжники (1910)